# Penalus waui
Penalus waui là một loài bọ cánh cứng trong họ Bọ hung (Scarabaeidae).